# Club Balonmano Alzira
Club Balonmano Alzira je bivši španjolski rukometni klub iz grada Alzire iz pokrajine Valencije. 

## Povijest
Klub je utemeljen 1989. godine. Sjedište mu je bilo u gradu Valenciji, a zvao se Caixa Valencia. Premješten je u Alziru te je promijenio ime u Adivesa Alzira. Klub je ugašen 1995. godine zbog nagomilanih velikih dugova prema igračima.

## Športski uspjesi
- Kraljev kup:
  - osvajači: 1991/.92.
  - finalisti:

- Kup EHF:
  - prvaci: 1993./94.

## Poznati igrači
- Geir Sveinsson
- Vasile Stîngă
- Maricel Voinea
- Igor Kustov
- Andrej Ščepkin
- Jaume Fort
- Aleix Franch
- Dragan Škrbić

## Poznati treneri
- César Argilés
- Paco Claver
- Eduardo Sala

## Vanjske poveznice
- (španjolski) Avidesa Alzira wins Copa del Rey
- (španjolski) CB Alzira wins EHF Cup